# Ploumanac'h
Ploumanac'h (pron. bretone: /pluˈmãːnax/; pron. francese:  /plumanak/ o /plumana/) è un piccolo centro portuale francese e una delle più famose località balneari della Costa di Granito Rosa (bret. Aod ar Vein Ruz, fr. Côte de Granit Rose), la celebre costa sulla Manica della Bretagna settentrionale (Francia nord-occidentale). Ex-villaggio di pescatori, è – dal punto di vista amministrativo – un ex-comune e ora borgo di Perros-Guirec, comune dell'arrondissement di Lannion, nel dipartimento delle Côtes-d'Armor e nella provincia storica del Trégor.
La località è famosa per la scogliera della Pointe de Squewel (in bretone: Ar Skevell), con il faro (chiamato in lingua bretone Mean ruz, ovvero "pietra rossa") e – soprattutto – le enormi formazioni rocciose in granito “rosa”, che – per loro forme, modellate dai venti, dalle piogge e dalle maree – hanno anche assunto nomi particolari come “Castello del diavolo” (Château de Diable), “Cappello di Napoleone” (Chapeau de Napoleon), Silhouette de Saint-Yves, “Il Coniglio”, ecc. È stato eletto il villaggio preferito dai francesi in un concorso indetto nel 2015 dall'emittente France 2.

## Geografia fisica

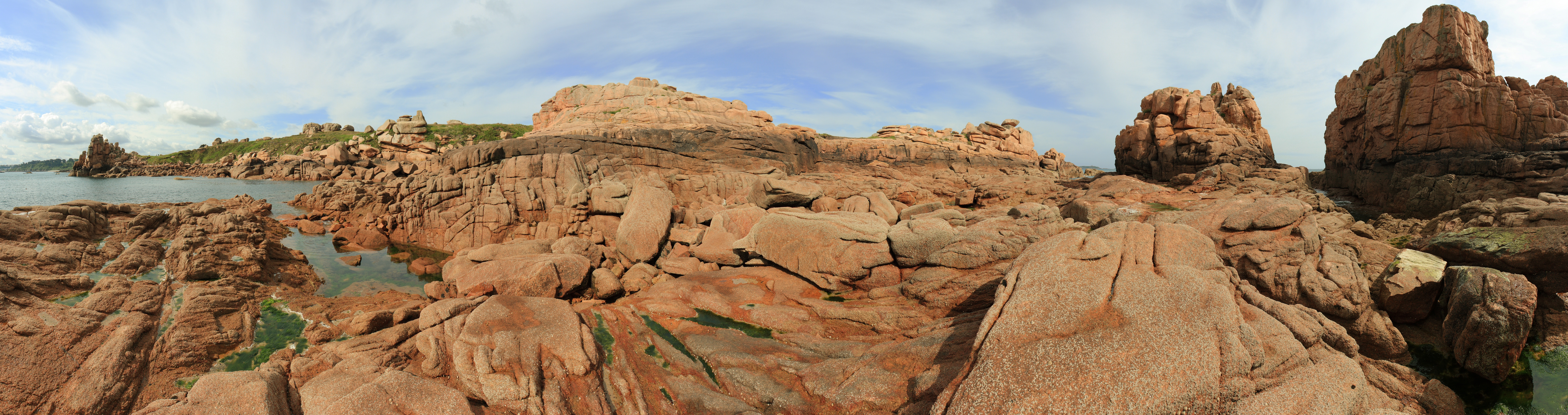
Le scogliere di Ploumanac’h

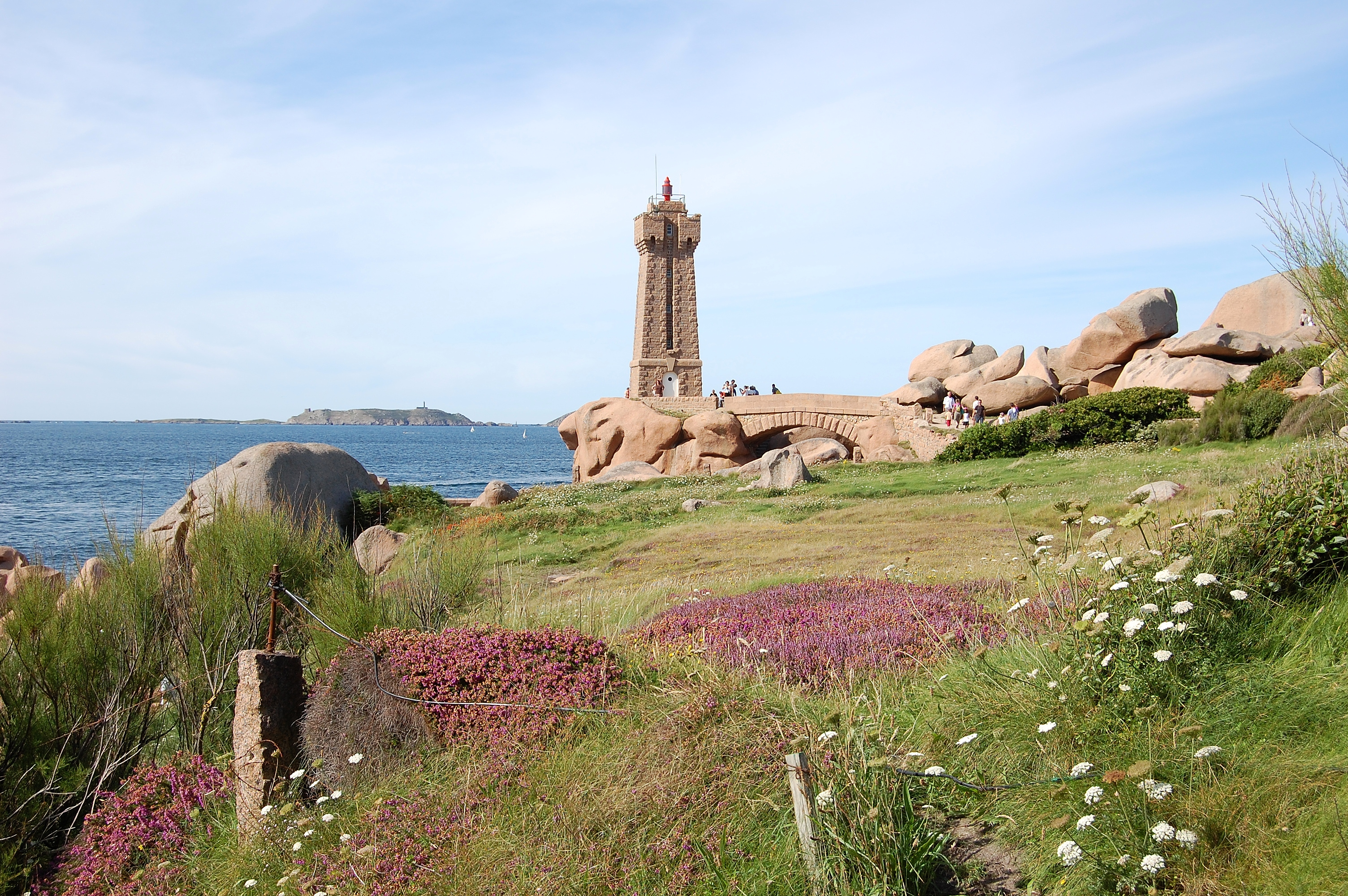
Ploumanac'h: altra immagine del faro di Ploumanac'h alla Pointe de Squewel

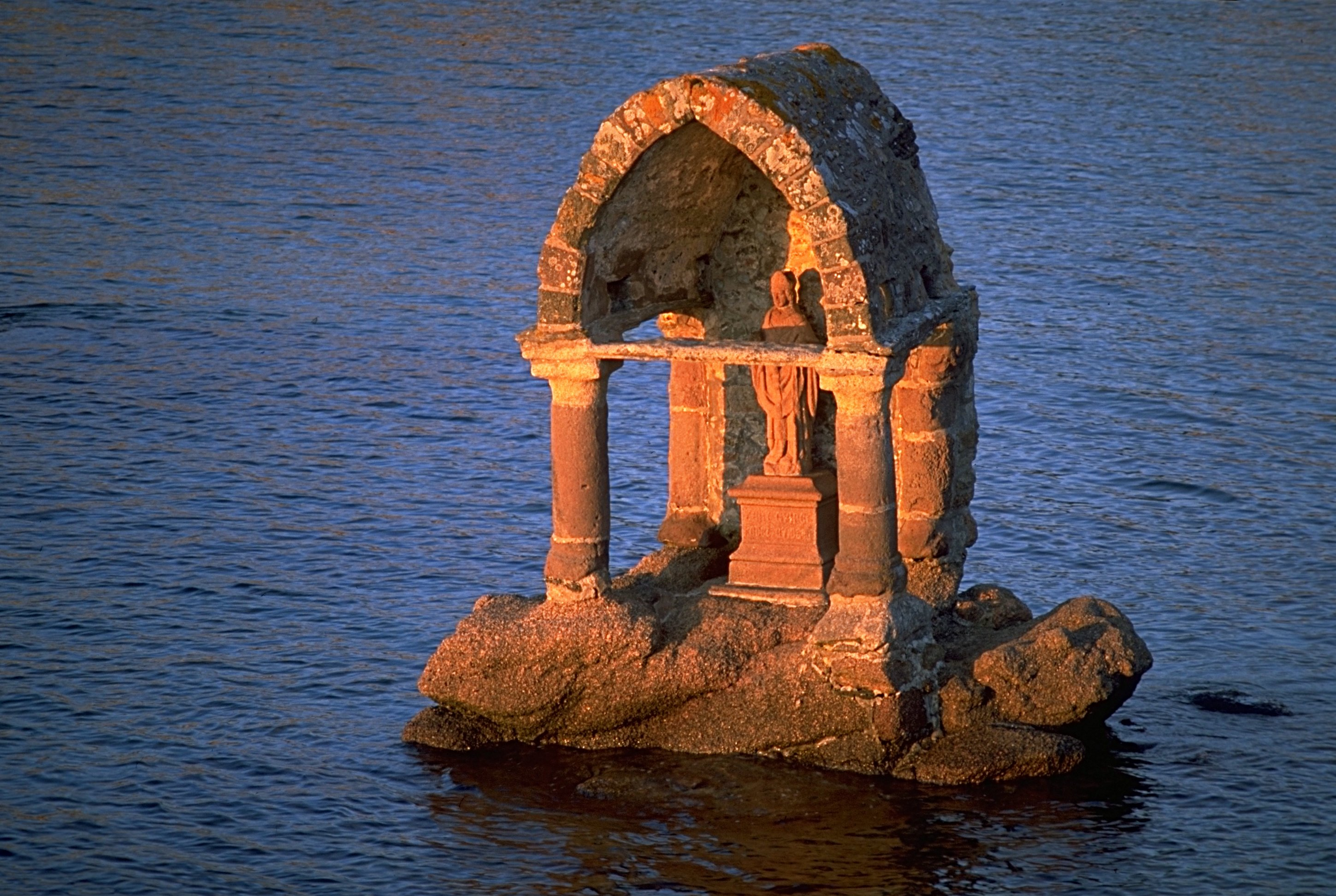
Ploumanac'h: L'Oratorio di San Guirec (Oratoire de Saint Guirec)

Ploumanac'h si trova nella parte centrale della costa settentrionale della Bretagna, tra le località di Trégastel e Perros-Guirec (sede del comune, a ca. 4 km ad est di Ploumanac'h), altri famosi centri della Costa di Granito Rosa, e a qualche km a nord di Lannion.
Oltre che dalle normali strade, Ploumanac'h è unita a Perros-Guirec anche da un sentiero, percorribile solamente a piedi e chiamato Sentier des Douaniers, ovvero “Sentiero dei doganieri”. Il nome fa riferimento al fatto che all'inizio del XIX secolo era un sentiero pattugliato dai doganieri e creato appositamente per controllare pirati e contrabbandieri.
Al largo di Ploumanac'h si trova l'arcipelago delle Sept-Îles.

## Storia
Nell'agosto 1594, il castello di Ploumanac'h entrò in possesso del maresciallo Aumont, che era comandante in Bretagna alle dipendenze di re Enrico IV.

## Monumenti e luoghi d'interesse

### Architetture religiose

#### Oratorio di San Guirec
Sulla spiaggia di Ploumanac'h si trova l'oratorio di San Guirec, un oratorio dedicato al santo bretone di origine gallese Guirec e realizzato nell'XI o agli inizi del XII secolo oppure nel corso del XIII secolo.

#### Cappella di San Guirec
Nei pressi dell'oratorio, si trova anche una cappella dedicata sempre a San Guirec e risalente al XIV secolo.

### Architetture civili

#### Faro di Ploumanac'h
Altro edificio famoso di Ploumanac'h è il faro, situato nella Pointe du Squewel e costruito nel 1948.

#### Maison du Litoral
Un altro edificio d'interesse è la Maison du Litoral , che contiene materiale informativo sulle rocce, la fauna e la flora locali.